# Integrierte Gesamtschule Bonn-Beuel

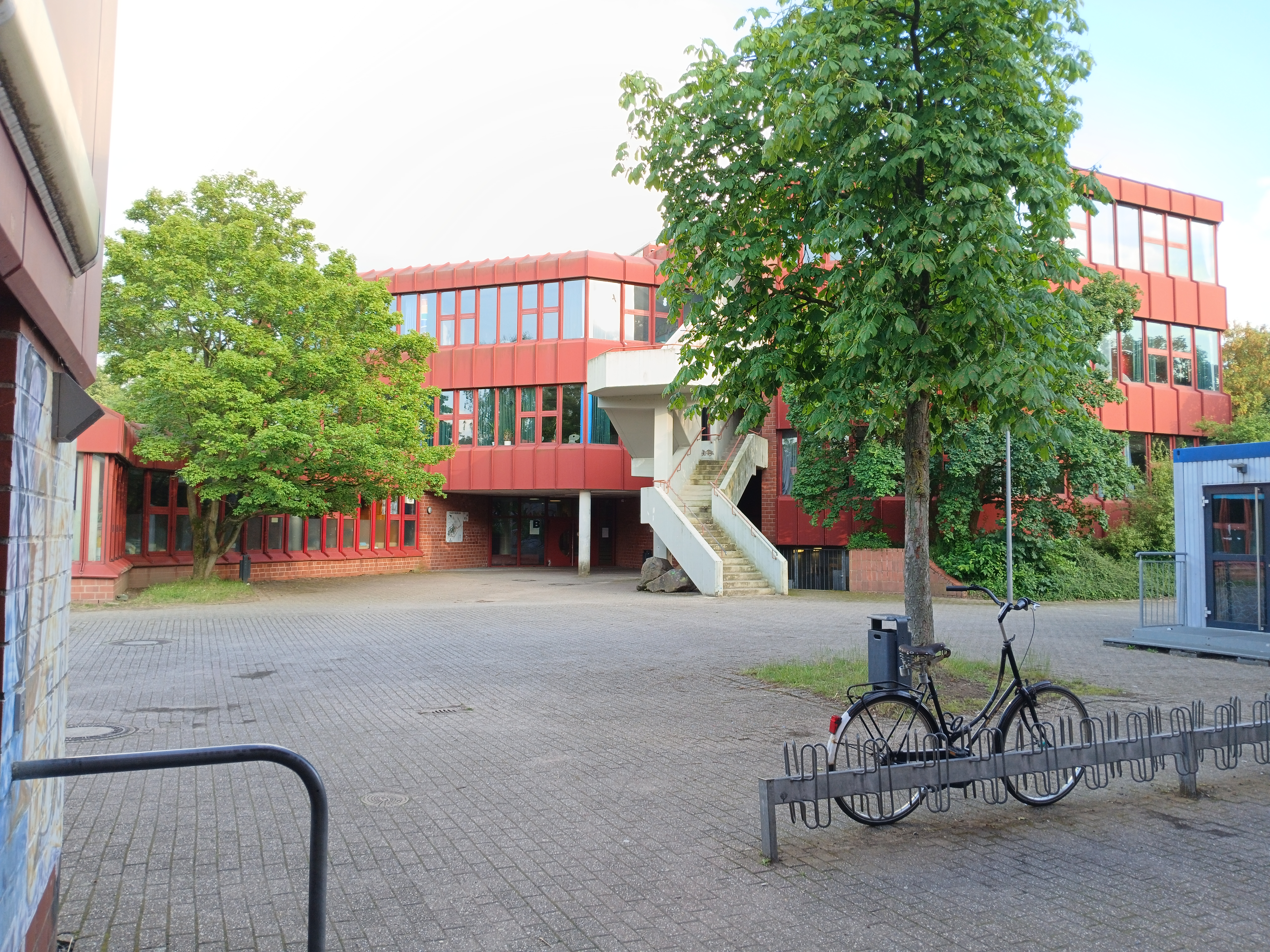
Nebeneingang der Gesamtschule Bonn-Beuel

Die Integrierte Gesamtschule Bonn-Beuel (IGS) in Pützchen (im Bonner Stadtbezirk Beuel) ist Bonns älteste integrierte Gesamtschule; sie entstand 1978 aus einer Elterninitiative. Seit 1985 wird inklusive Pädagogik (gemeinsamer Unterricht von behinderten und nichtbehinderten Kindern) im Rahmen sogenannter I-Klassen (später GU-Klassen genannt) angeboten. Die Schule ist Mitglied des 2006 gegründeten nordrheinwestfälischen MINT-Netzwerks (siehe auch: MINT-Fächer) und bezeichnet sich demzufolge als MINT-Schule.

## Details
In der Schule werden ca. 1400 Schüler von ca. 130 Lehrern unterrichtet (Stand ca. 2013); der Schüleranteil mit Migrationshintergrund beträgt 21 %. In der Sekundarstufe I wurden zunächst vier Klassen, seit 1980 sechs Klassen pro Jahrgang angeboten. Seit 1985 wurde im Rahmen eines Schulversuchs zur Integration pro Jahrgang eine der sechs Klassen als Inklusionsklasse eingerichtet; das Angebot wurde wissenschaftlich begleitet. 2012 wurden drei Inklusionsklassen pro Jahrgang angeboten, 2013 noch zwei.
Die angebotenen Abschlüsse umfassen Förderschulabschluss, Hauptschulabschluss, Mittlerer Schulabschluss („Mittlere Reife“), Mittlerer Abschluss mit Qualifikation, Fachhochschulreife sowie Abitur. Das Abitur wird sowohl nach 12 als auch nach 13 Jahren angeboten.
Das Schulgebäude wurde 1981 bezogen; davor wurden Teile der heutigen Realschule Beuel in Vilich sowie des Heinrich-Hertz-Europakollegs in Graurheindorf als provisorische Standorte genutzt.
Auf Vorschlag des Bundesministeriums für Bildung und Forschung besuchte UN-Sonderberichterstatter Vernor Muñoz im Rahmen seines Deutschland-Besuches im Jahr 2006 die Schule, um „die Idealform der integrierten Gesamtschule zu besuchen“. Als Sonderberichterstatter überprüfte Muñoz, warum der Bildungserfolg der deutschen Schüler laut PISA-Studie im deutschen Schulsystem sehr stark von der sozialen Herkunft abhängt. In einem Interview mit der taz erklärte Muñoz bei der abschließenden Pressekonferenz zu seiner Rundreise durch Deutschland, am besten habe es ihm in der Gesamtschule Bonn-Beuel gefallen.

## Architektur
Das Gebäude wurde von den Kölner Architekten Erich Schneider-Wessling und Peter Busmann in der Architekten- und Ingenieurgemeinschaft Bauturm entworfen und wurde 1981 fertiggestellt.
Die rote Stehfalzfassade ist das primäre Gestaltungselement der ineinander verschachtelten Baukörper und durch die roten Fensterprofile, deren Pfosten in den Achsen der Stehfalzen sitzen, werden die Vertikalen  nochmals hervorgehoben. Der Sockelbereich des Baus ist in rotem Ziegel gestaltet und zieht sich als eingefasste Beete in Abstufungen von 45° in den Außenraum.
Im Innenraum prägen roter Ziegel, Stirnholz-Parkett und hellgrau-gestrichener Beton das Bild. Türen samt Zargen, Geländer, Heizkörper und Einbauten greifen das Rot der Fassade wieder auf. Typisch für Bildungseinrichtungen und öffentliche Gebäude dieser Zeit sind die großzügigen Verkehrsflächen mit Sitzstufen und verschiedenen Niveaus, die zum Aufenthalt in Pausen oder Freistunden und für Lerngruppen gedacht sind.
Wegen der fast durchgängig roten Fassade wird der Bau auch Ketchup-Schule genannt. Schüler hatten diese Bezeichnung der Schule gefunden.
Busmann bezeichnete Rot gegenüber koelnarchitektur.de in einem Interview als eine Farbe des Lebens. Es sei zwar eine aufreizende Farbe, jedoch hätte Schneider-Wessling immer gesagt, dass Rot für ihn neutral sei – Grau dafür nicht. Sie hätten das Rot also nicht als Provokation eingesetzt, so etwas würde ihnen immer ganz selbstverständlich eingefallen sein und sei dann ein wenig ihr Markenzeichen geworden. Unter ihren Büro-Kollegen nannten sie es immer das „Bauturm-Rot“.

## Auszeichnungen
Für ihre Arbeit wurde die Schule bereits mehrfach ausgezeichnet. Dazu gehören unter anderem:
- Zweiter Preis beim Deutschen Schulpreis 2008
- Beste Bewertung bei der Qualitätsprüfung durch die Schulinspektion 2007; die Schule erhielt in 22 von 25 Kategorien die Bestbewertung vorbildlich, der Bewertungsdurchschnitt beträgt 3,9[9]
- Auszeichnung mit dem Gütesiegel Individuelle Förderung durch die Landesregierung 2007[10]
- Erster Preis im Landeswettbewerb Qualität schulischer Arbeit 2000 (beste Gesamtschule; mit anderen Schulformen wurde nicht direkt verglichen, bewertet wurde die Güte der Arbeit der Lehrer. Leistungstest bei den Schülern wurden nicht vorgenommen.)
- Dritter Platz von 575 Schulen im Ranking der Zeitschrift Capital „Deutschlands beste Schulen“ (Kriterien, nach denen beurteilt wurde: Zahlenverhältnis Lehrer-Schüler, Unterrichtsausfall, Kurse, Sprachen, Förderangebote, Partner, Sponsoren und Schulkonzepte. Hinzu kamen ein Schulbesuch und die Auswertung der Internetauftritte. Einen Vergleich von Lernleistungen und eine Bewertung durch Eltern und Fachleute – zusätzlich zur Selbstdarstellung der Schule – gab es nicht)[11]
- Bei den Lernstandserhebungen des Landes NRW wurde die Schule mit anderen Gesamtschulen verglichen. Sie gehört zu den besten 2 % der Gesamtschulen in NRW. Mit anderen Schulformen wurde nicht verglichen[12]
- Hauptpreisträger beim Wettbewerb des Landes NRW „Bewegungsfreudige Schule“ 2005 und 2007[13]
- Zweiter Platz beim Deutschen Schulsportpreis 2006[14]
- Dritter Preis im Multimedia-Wettbewerb der Europäischen Union.
- Gute gesunde Schule (mehrfach)[5]

## Angebote
Als eine der wenigen Schulen in Deutschland bietet sie ihren Schülern die Möglichkeit, Chinesisch bis zum Abitur zu erlernen; zum weiteren Fremdsprachenangebot gehören Englisch, Französisch, Latein, Niederländisch und Spanisch.

## Partnerschulen und Zusammenarbeit
Es bestehen Schulpartnerschaften mit Schulen in Budapest, Chengdu, Combs-la-Ville, Guadeloupe und in Warschau.
Außerschulische Partner der Schule sind die Robert-Bosch-Stiftung, die Hagen-Stiftung, die Bertelsmann-Stiftung, die Organisationen Aktion Mensch, GUV, barrierefrei kommunizieren und Gemeinsam Leben – Gemeinsam Lernen sowie die Universität zu Köln und die Rheinische Friedrich-Wilhelms-Universität Bonn.

## Persönlichkeiten

### Ehemalige Schülerinnen und Schüler
- Michael Manousakis (* 1967), Kaufmann und Fernsehdarsteller
- Katja Losch (* 1972), Journalistin
- Stefanie de Velasco (* 1978), Schauspielerin und Schriftstellerin
- Till Zimmermann (* 1979), Professor für Strafrecht und Strafprozessrecht
- Maxim Richarz (* 1982), Sänger
- Andreas Stichmann (* 1983), Schriftsteller
- Leeroy Matata (* 1996), Moderator

### Bekannte Lehrkräfte
- Roland Maywald (* 1948), ehemaliger Badminton-Spieler
- Jürgen Nimptsch (* 1954), von 1996 bis 2009 Schulleiter, danach bis 2015 Oberbürgermeister der Stadt Bonn
- Marc Hannes (* 1975), ehemaliger Badminton-Spieler